# Reghina Apostolova

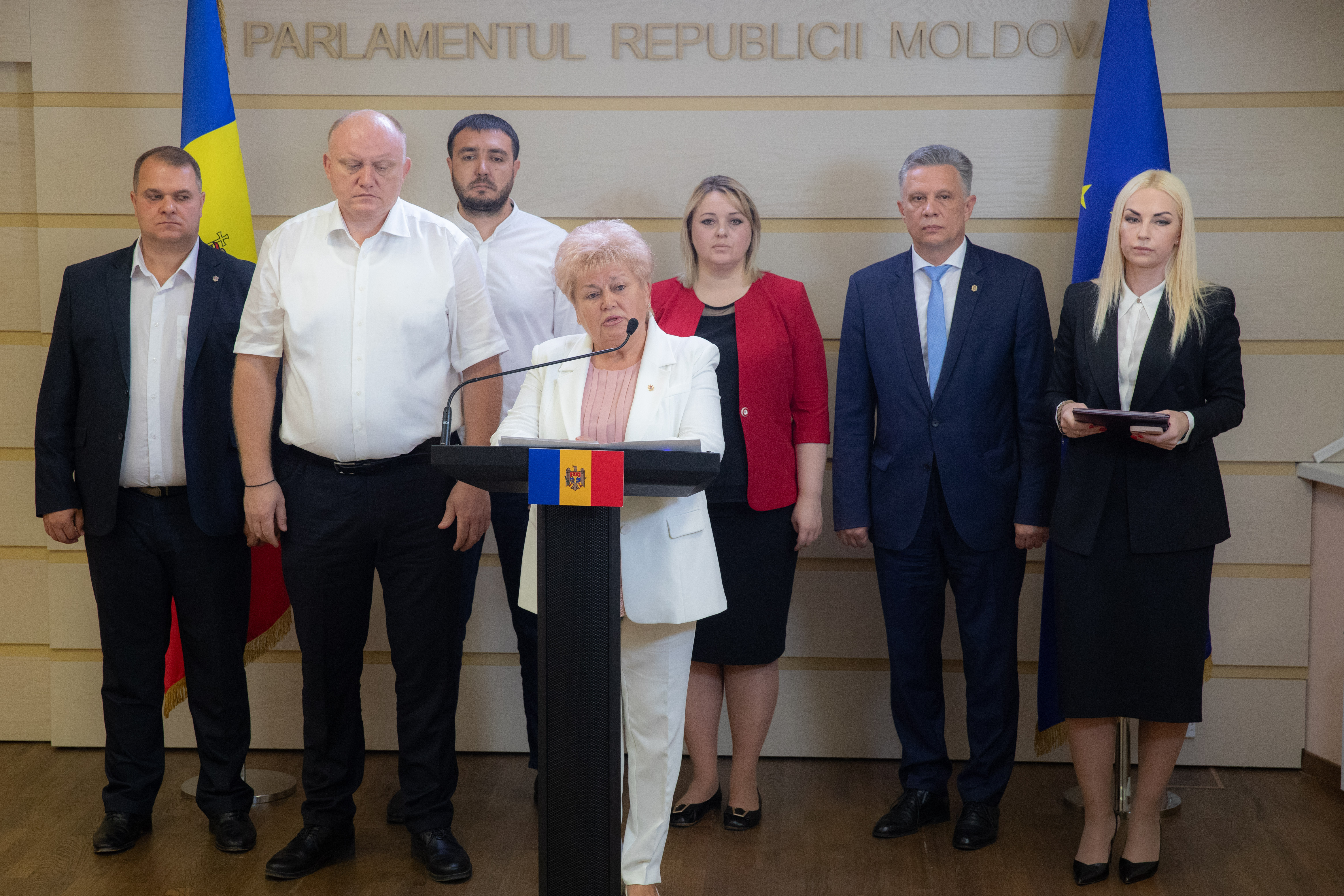
Reghina Apostolova (am Rednerpult) bei einer Pressekonferenz (10. Juli 2024)

Reghina Apostolova (russisch Регина Владимировна Апостолова; * 15. September 1951 in Alexandrowsk, Oblast Irkutsk, Russische Sozialistische Föderative Sowjetrepublik, Sowjetunion) ist eine Politikerin der Partei der Kommunisten der Republik Moldau (PCRM) und später der Șor-Partei in der Republik Moldau, die seit 2019 Mitglied des Parlaments ist. 

## Leben
Reghina Apostolova begann nach dem Schulbesuch 1969 ein Studium der Geographie am Staatlichen Pädagogischen Institut „Taras Schewtschenko“ in Tiraspol, welches sie 1975 beendete. Nach Abschluss des Studiums arbeitete sie von 1975 bis 2007 als Erdkundelehrerin an der damaligen Russischen Mittelschule Nr. 14 in Chișinău, dem heutigen Theoretischen Gymnasium „Natalia Gheorghiu“, dessen stellvertretende Rektorin sie von 1998 bis 2007 und Rektorin sie zwischen 2015 und 2019 sie war. Sie war zunächst Mitglied der Partei der Kommunisten der Republik Moldau PCRM (Partidul Comuniștilor din Republica Moldova) und begann ihr politisches Engagement in der Kommunalpolitik, als sie zwischen dem 23. Mai 1999 und dem 3. Juni 2007 Mitglied des Stadtrates von Chişinău war. 2007 fungierte sie zudem kurzzeitig als kommissarische Bezirksbürgermeisterin von Rîșcani, einem der fünf Stadtbezirke von Chișinău, und wurde für ihre Verdienste 2004 zum Ritter des Ordens „Gloria Muncii“ ernannt.
Im Mai 2015 wurde sie zudem einer breiteren Öffentlichkeit bekannt, als der erste Kroll-Bericht zum Bankbetrug 2014 veröffentlicht wurde. Eine internationale Prüfung ergab, dass Frau Apostolova 4,75 Prozent der Anteile an der Unibank kontrollierte, einer der drei moldauischen Banken, die an dem 13,7-Milliarden-Leu-Betrug beteiligt waren. Sie hatte die Aktien mit Bargeld gekauft, das sie sich von einer britischen Bank und einer anderen moldauischen Bank geliehen hatte. Bei den Kommunalwahlen 2015 wurde der moldauisch-israelische Unternehmer Ilan Șor, der Hauptverdächtige des Betrugs, der zwei Jahre später von einem Gericht zu einer Gefängnisstrafe von sieben Jahren und sechs Monaten verurteilt wurde, zum neuen Bürgermeister von Orhei, einer Stadt im Zentrum Moldaus gewählt. Reghina Apostolova wiederum übernahm am 1. Juli 2015 den Posten als Vizebürgermeisterin von Orhei und war als solche bis zum 24. Februar 2019 für Bauwesen und Infrastruktur zuständig. 2016 wechselte sie zu der von Ilan Șor gegründeten Șor-Partei und wurde zur Vorsitzenden der Seniorenorganisation der Partei gewählt. Bei den darauf folgenden Kommunalwahlen 2018 war sie die Kandidatin der Șor-Partei für das Amt des Oberbürgermeisters der moldauischen Chișinău, wurde jedoch als Bewerberin ausgeschlossen, nachdem ein Gericht festgestellt hatte, dass für ihren Wahlkampf illegalerweise ausländische Gelder verwendet wurden.
Bei der Parlamentswahl am 24. Februar 2019 wurde Reghina Apostolova für die Șor-Partei zum Mitglied des Parlaments (Parlamentul Republicii Moldova) gewählt. Im Parlament ist sie derzeit Mitglied der Kommission für soziale Sicherheit, Gesundheit und Familie (Comisia protecție socială, sănătate și familie). Sie war außerdem vom 27. September 2021 bis zum 21. Januar 2024 als Vertreterin von Ion Groza stellvertretendes Mitglied der Parlamentarischen Versammlung des Europarates sowie stellvertretendes Mitglied der Kommission für soziale Fragen, für die Gesundheit und die nachhaltige Entwicklung. Am 16. September 2019 stimmten das Parlament einem formellen Antrag des Generalstaatsanwalts zu und entzogen Reghina Apostolova ihre Immunität. Sie wurde am selben Tag vom Nationalen Antikorruptionszentrum CNA (Centrul Național Anticorupție) festgenommen und zu ihrer Rolle beim Bankbetrug befragt. Sie wurde unter richterliche Kontrolle gestellt. Während der Anhörungen erlitt sie einen Schlaganfall. Im Oktober 2020 wurden sie und die Abgeordnete Marina Tauber freigesprochen. Darüber hinaus engagiert sie sich in der Freundschaftsgruppe mit Kanada, der Freundschaftsgruppe mit der Schweizerischen Eidgenossenschaft, der Freundschaftsgruppe mit der Russischen Föderation, der Freundschaftsgruppe mit Georgien sowie der Freundschaftsgruppe mit Irland.
Reghina Apostolova ist verheiratet und Mutter einer Tochter.